# 周扶九盐商住宅
周扶九盐商住宅，位于江苏省扬州市广陵区青莲巷19号、广陵路347-351号，是中华人民共和国江苏省文物保护单位之一。
周扶九系清末民初巨商，江西吉安人氏，清末在扬州建造豪宅，规模宏大，建筑面积3100平方米。
2006年6月5日，授予江苏省文物保护单位。